# 崇真会
崇真会（又名巴色会，譯自原名Basel Mission），基督教新教差会，1815年成立于瑞士北部德语区的巴塞尔市（Basel，現其總部會址），最初稱德国差会（German Missionary Society），最后改为巴色会。

## 在中国广东
1847年巴色会开始向中国派遣传教士，主要在广东省。到1919年时，在广东省有130所堂会，并且开设了梅县德济医院（1893年）和河源仁济医院（1907年）。该会深入到客家地区，对客家语言和客家文化有比较多的研究。
- 1847年派黎力基（Rudolph Lechler）和韩山明（Theodore Hamberg）两牧师来华，主要在广东客属（客家话）地区发展教务。总会设于广东老隆，下设有13个区会：香港、李朗、浪口、葵涌、古竹、河源、连平、和平、龙鹤、元紫、五华、兴宁、梅县。1919年，该会有布道区36个，正式教堂130所，教会职员135人，受餐信徒1874人，办有小学72所．中学2所。1949年，该会有堂会112处，牧师45人，传道111人，信徒达21756人。有中学4所，医院2所，神学院1所。

- 传教站：汕头(1849-1852）、香港（1852）、宝安布吉李朗（1859）、五华大田樟村（1858）、五华长布源坑里（1866）、紫金古竹（1879）、宝安龙华浪口（1882）、嘉應州（梅州,1883）、 宝安观澜樟坑径（1883）、紫金乌石荷树湾（1885）、龙川鹤市下（1886）、兴宁宁中坪塘 (1887)、五华梅林（1889）、兴宁羅崗（1901）、河源（1901）、和平县（1903）、长乐县（五华城,1908）、連平州（1909）、宝安葵涌（1916）、龙川老隆（1926）、广州[1]。

1919年，巴色会差会在华传教士75人，受餐信徒8193人，全部分布在广东省。

## 在香港
基督教香港崇真會設有救恩堂(及各分堂)、深水埗堂(及各分堂)、筲箕灣堂(及各分堂)、救恩學校和救恩書院，亦設有社会福利機構多個(以上全為非牟利機構)。

## 在沙巴
自1886年起有崇真会信徒抵达沙巴从事开垦，並于當地建立教会，逐渐发展成现在的马来西亚基督教巴色会及沙巴复原教会。

## 人物
- 黎力基（Rudolph Lechler）[2]
- 韩山明（Theodore Hamberg）
- 豪天立（Georg Emil Autenrieth）